# Frontregn
Frontregn er regn der dannes langs grænsen — fronten — mellem en kold og en varm luftmasse. Den varme luft vil normalt indeholde mere vanddamp end den kolde og i kontaktzonen vil den varme luft blive kølet ned, hvorved den kondenserer til bittesmå vanddråber, der vokser sig større og større, indtil de ikke længre kan holde sig oppe i luften og falder ned. Hvis den varme luft bevæger sig hurtigere frem end den kolde, kaldes grænsen en varmfront, og omvendt, hvis den kolde luft bevæger sige hurtigere frem end den varme, kaldes det en koldfront. 
Varmfrontens regn varer som regel i længere tid, fordi fronten ikke står lige så lodret som ved en koldfront, og dermed dækker varmfronten over et større areal. Desuden efterfølges varmfronten ofte af et område med finregn, især tæt på det til fronten tilhørende lavtryk, hvorfor man vil opleve at det regner det meste eller hele dagen, imodsætning til regnen fra en koldfront der typisk kun varer nogle timer og som normalt efterfølges af klart vejr med byger (også kaldet bagsidevejr).